# Język dalmatyński
Język dalmatyński – wymarły język z grupy romańskiej (podgrupa italoromańska), używany w średniowieczu w kilku miastach na wybrzeżu Dalmacji: Dubrownik (dalmat.: Ragusa), Split (Spalato), Zadar (Zara) i Trogir (Trau) oraz na wyspach: Cres (dalmat.: Crepsa), Krk (Vikla) i Rab (Arba), a także w jednej miejscowości w obecnej Czarnogórze – Kotorze (Cattaro).
Do końca XVI wieku wyszedł nieomal z użycia, wyparty przez język wenecki i język chorwacki, jedynie na wyspie Krk przetrwał aż do 10 czerwca 1898, kiedy zmarł ostatni użytkownik tego języka – Tuone Udaina.
Dalmatyński posiadał dwie grupy dialektów: południowe – raguzańskie i północne – wiklańskie. Najbardziej zbliżony był do języka istriockiego.